# Rangierwagenheber

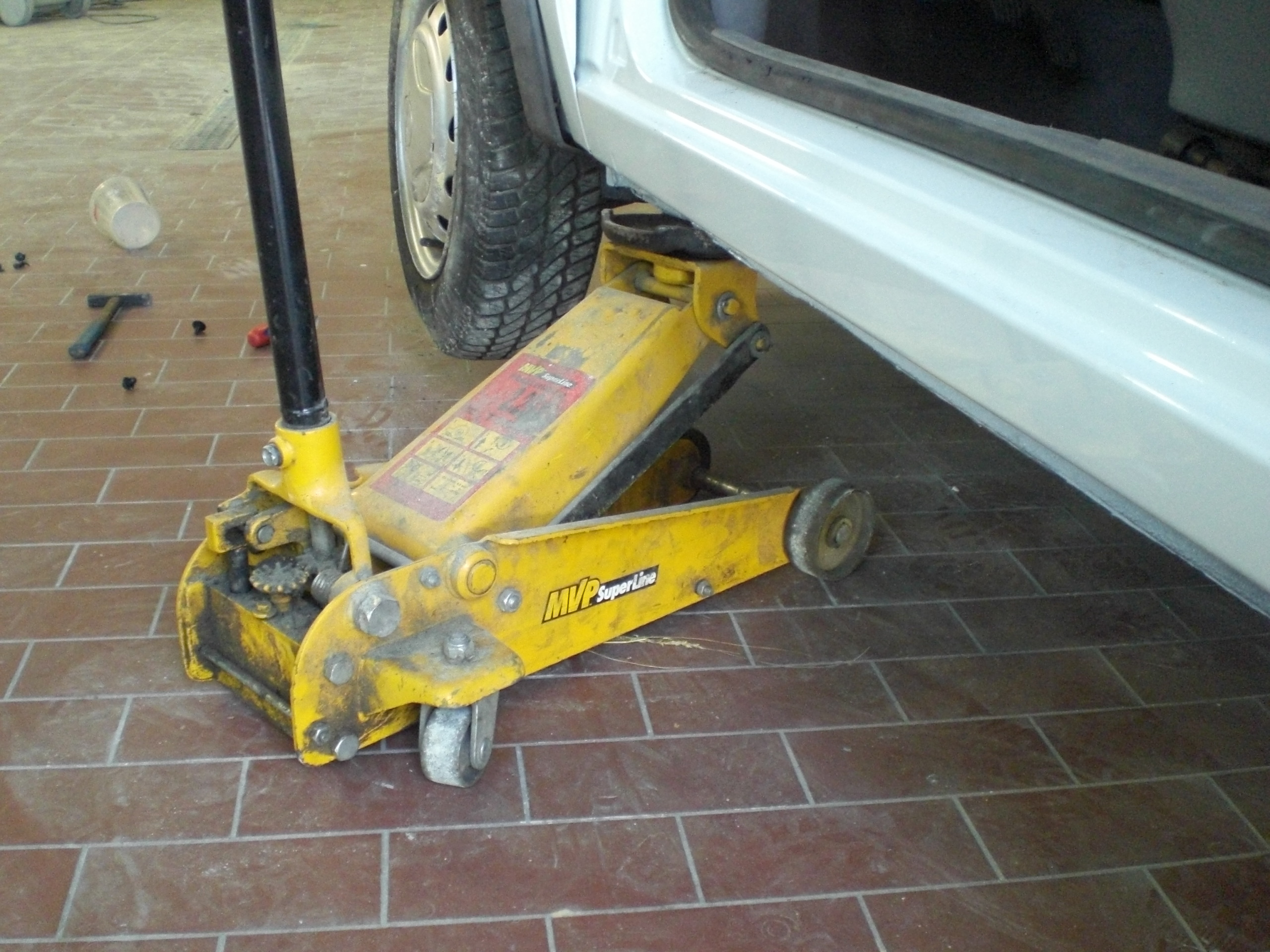
Rangierwagenheber im Einsatz

Ein Rangierwagenheber ist ein fahrbares Werkzeug, das verwendet wird, um ein Kraftfahrzeug anzuheben, damit die Zugänglichkeit für Reparaturen und Wartungen gewährleistet ist.
Ein Rangierwagenheber weist zumeist zwei größere feststehende Rollen und zwei weitere auf, die sich auch um ihre senkrechte Achse drehen lassen. Damit erhält das Werkzeug seine Rangierfähigkeit. Der Hebearm trägt an seinem Ende eine tellerförmige Aufnahme.
Frühe Modelle von Rangierwagenhebern arbeiteten mit einem Kettenantrieb. Moderne Modelle werden hydraulisch betätigt. Zum Anheben wird ein Hebel auf- und abbewegt. Mit dem gleichen Hebel wird der Wagenheber rangiert. Zum Absenken wird ein Ventil geöffnet. Das kann durch Drehen der Betätigungsstange geschehen. Bei preisgünstigen Geräten muss die Stange auf die Ventilachse umgesteckt werden.
Mit Rangierwagenhebern können auch einzelne Fahrzeugkomponenten wie Motoren und Getriebe vor der Montage in Position gebracht werden.

## Typische Baugrößen
Der Rangierwagenheber zeichnet sich z. B. gegenüber hydraulischen Stempelwagenhebern, in aller Regel durch eine geringe Bauhöhe (typisch ca. 80…100 mm, sodass z. B. auch tiefergelegte Autos unterfahren werden können) und eine im Verhältnis hohe Hubhöhe (typisch ca. 500 mm) aus. Die Hubkraft liegt typischerweise bei ca. 2,5 t und ist damit oft geringer als bei hydraulischen Stempelwagenhebern.

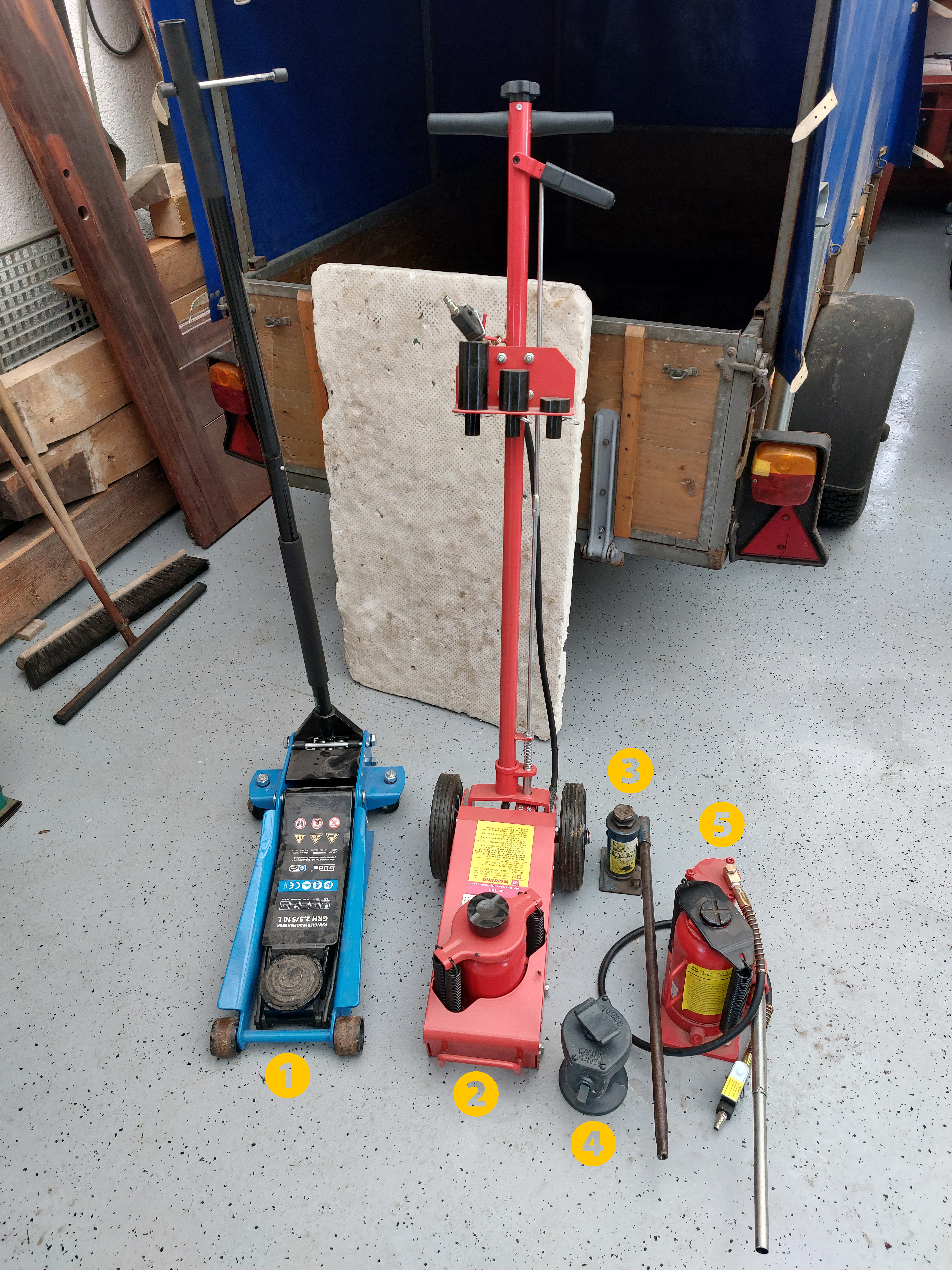
Rangierwagenheber (1) im eingefahrenen Zustand
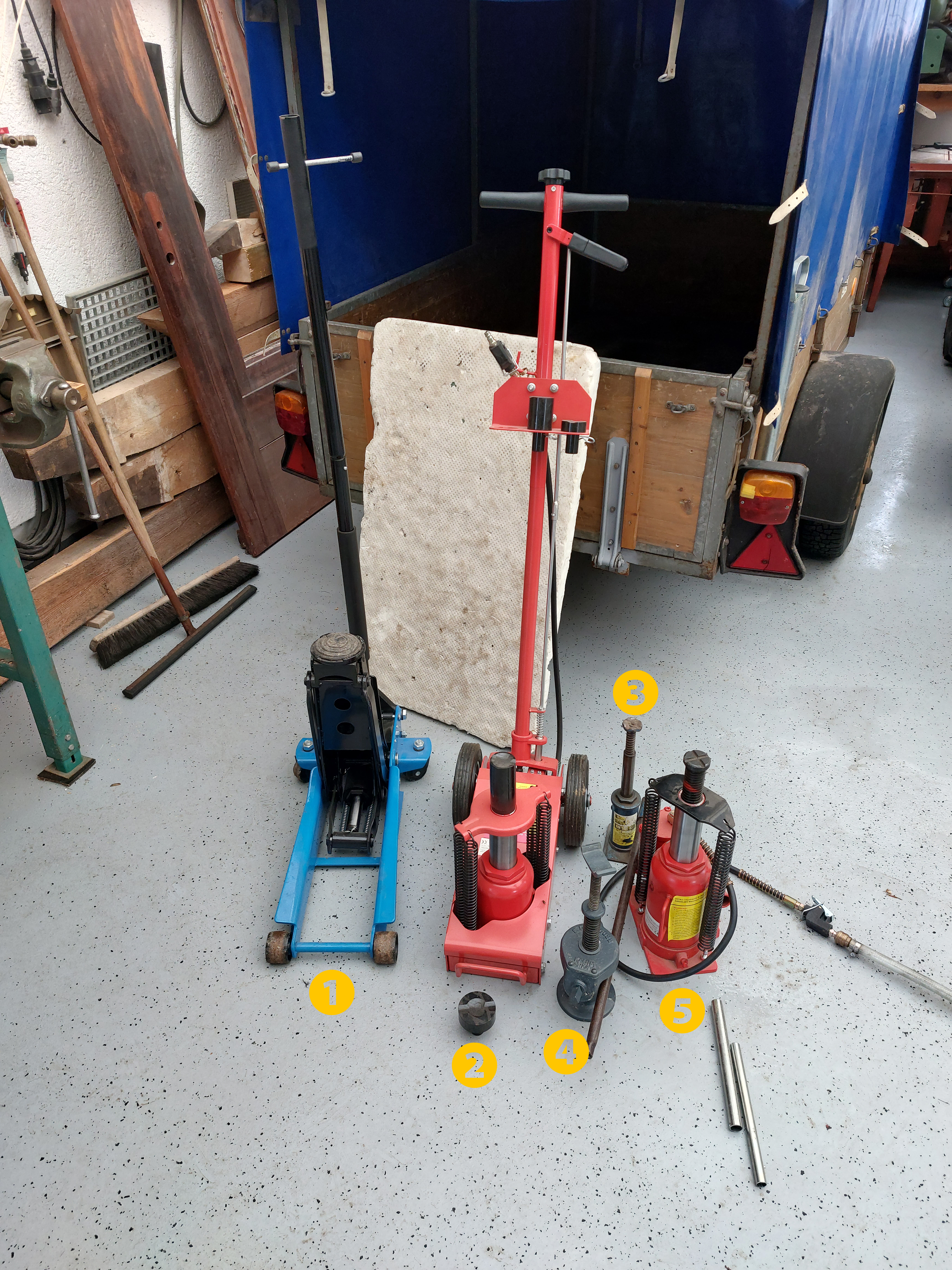
Rangierwagenheber (1) im ausgefahrenen Zustand (gut zu erkennen ist der, im Rahmen liegende, Hydraulikzylinder)